# 1788 в Україні

## Події
- у Львові заснований Ставропігійський інститут
- засновані Миколаївське адміралтейство та
- Миколаївський суднобудівний завод
- Облога Очакова (1788)
- Битва під Очаковом (1788)
- Бій біля Фідонісі
- Облога Хотина (1788)

## Особи

### Народились
- Георге Асакі (1788—1869) — румунський і молдовський письменник, політичний діяч, просвітитель.
- Іцхак Бер-Левінзон (1788—1860) — єврейський письменник, сатирик, лідер єврейського руху Гаскала.
- Гудим Іван Федорович (1788 — після 1829) — український державний діяч, державний службовець, колезький асесор.
- Завадовський Микола Степанович (1788—1853) — генерал Російської імперії українського походження, командувач військами на Кавказькій лінії і Чорноморії, наказний отаман Чорноморського козачого війська.
- Орлов Михайло Федорович (1788—1842) — декабрист, генерал-майор, учасник франко-російської війни 1812 року.
- Павловський Андрій Федорович (1788/1789 — 1857) — український математик. Праця Павловського «Про імовірності» була першим твором з теорії імовірностей в Російській імперії.
- Тарновський Григорій Степанович (1788—1853) — український дворянин і меценат.
- Феофіл Китаївський (1788—1853) — український святий, ієросхимонах Києво-Печерської лаври, подвижник XIX століття, юродивий.
- Ігнатій Хмелевський (1788—1869) — польський священик-єзуїт, педагог, викладач у Полоцькій єзуїтській академії.
- Яновський Семен Іванович (1788—1876) — мореплавець, навколосвітній мандрівник, третій головний правитель Російської Америки.

### Померли
- Білий Сидір Гнатович (1735—1788) — запорозький старшина, кошовий отаман Чорноморського козацького війська, командувач Чорноморської козацької флотилії, перший дворянський голова Херсонського повіту (1785—1787).
- Іван Білицький (? — 1788) — український військовий діяч, військовий осавул, кошовий отаман запорозького козацтва Олешківської Січі та Нової Січі (1733, 1735, 1738, 1760, 1765).
- Феофіл (Ігнатович) (1726—1788) — український релігійний діяч, єпископ Російської православної церкви, єпископ Чернігівський та Новгород-Сіверський.
- Радванський Андрій (1711—1788) — маляр-монументаліст.

## Засновані, створені
- Братське (смт)
- Візенберг
- Війтівці (Хмільницький район)
- Івано-Кепине
- Личини
- Розівка (смт)
- Хороша (село)
- Червона Слобідка
- Покровська церква (Лозоватка)

## Зникли, скасовані
- Львівське Успенське братство